# Obra exterior

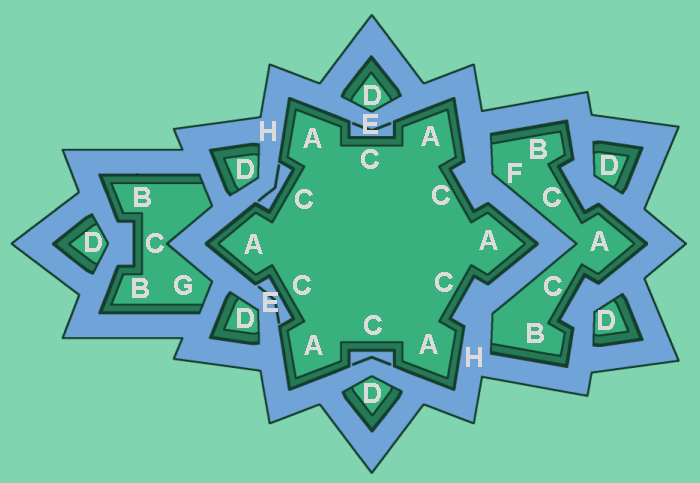
Esquema representativo de uma fortificação abaluartada onde se incluem as seguintes obras exteriores: revelins (D), tenalhas (E), coroada (F) e hornaveque (G).

Uma obra exterior, em arquitetura militar, é uma obra defensiva menor de uma fortificação, estabelecida no exterior do perímetro da fortaleza principal, destacada ou semi-destacada desta. Também se chamam obras exteriores aos trabalhos de engenharia militar realizados por uma força sitiante para atacar uma fortaleza. As obras exteriores defensivas chamam-se "obras exteriores do sitiado" e as ofensivas chamam-se "obras exteriores do sitiante".

## Obras exteriores do sitiado
As obras exteriores do sitiado são as fortificações acessórias situadas no exterior de um castelo medieval ou no fosso de uma fortificação abaluartada. Nas fortificações medievais, as obras exteriores incluem as atalaias, as couraças, as barbacãs e as albarrãs. Nas fortificações abaluartadas, as obras exteriores são, entre outras, os revelins, as meias-luas, as tenalhas, as coroadas, os hornaveques e os chapéus de bispo.

## Obras exteriores do sitiante
As obras exteriores do sitiante consistem em trabalhos de fortificação de campanha destinados a proteger as forças sitiantes durante um cerco ou um assalto a uma fortaleza. Consistem em obras de cerco (circunvalações e contravalações) e em obras de aproximação (trincheiras de aproximação, trincheiras de comunicação, sapas e tuneis).

## Obras exteriores em habitações
São igualmente designadas de obras exteriores, todas aquelas reparações, remodelações ou construções que são efectuadas numa habitação, prédio, armazém ou qualquer outro local em que haja intervenção de um profissional ou empresa (normalmente da área da construção civil).